# Mädchen beim Frauenarzt
Mädchen beim Frauenarzt (în traducere: Fete la ginecolog ) este un film erotic german care face parte din seria filmelor Schulmädchen-Report (în traducere: Reportajul fetelor de școală ). Seria filmelor a fost produs în anii 1970 sub regia lui  Ernst Hofbauer.

## Acțiune
Filmul prezintă o temă cu o explicație sexologică pseudostiințifică. El prezintă cazul mai multor fete care au o vârstă între 15 și 18 ani și care vin cu diferite probleme sexuale la medicul ginecolog. Ulrike de exemplu nu are nici o satisfacție în timpul sexului cu prietenul ei, în schimb găsește atrăgătoare din punct de vedere sexual, diferite fete. Anja în timpul unei vizite medicale este violată de doctorul de casă. Renate din cauza sânilor mici devine obiect de ilaritate pentru prietenul ei, pe când Brigitte după escapadă din vacanță, transmite o boală sexuală prietenului ei. Filmul apare în două forme, una fiind cenzurată, unde nu apare amănunțit examenul ginecologic. Filmul a cauzat o serie de dispute ca de exemplu, dacă o femeie violată ar fi și ea vinovată, prin purtarea ei dacă ar fi contribuit la provocarea bărbatului.

## Distribuție
- Monika Dahlberg: Erika
- Christine Schuberth: Karin
- Brigitte Harrer: Brigitte
- Evelyne Traeger: Ulrike
- Marion Abt: Monika
- Barbara Eickhoff: Renate
- Jutta Speidel: Inge
- Christine Reitmeyer: Anja
- Brigitte Raimers: Ada
- Sascha Hehn: Conny